# روی فیلدینگ
روی فیلدینگ به انگلیسی (Roy Thomas Fielding) متولد ۱۹۶۵ در آمریکا، دانشمند علوم کامپیوتر، یکی از نویسندگان اصلی خصوصیات پروتکل HTTP و سازنده سبک معماری REST است. وی یکی از متخصصان معماری شبکه‌های کامپیوتری است، و یکی از بنیانگذاران پروژه Apache HTTP Server نیز هست.

## زندگی‌نامه
فیلدینگ متولد ۱۹۶۵ در Laguna Beach در کالیفرنیا می‌باشد. در ۱۹۹۹ نام او در بین ۱۰۰ نوآور زیر ۳۵ سال مؤسسه ماساچوست ثبت شد. وی در ۲۰۰۰ مدرک دکتری خود را از دانشگاه کلیفرنیا، اروین اخذ کرد.

## مشارکت‌ها
فیلدینگ در رساله دکتری اش که با عنوان Architectural Styles and the Design of Network-based Software Architectures بود، بعنوان یک اصل معماری کلیدی وب جهان گستر یاد کرد و توجهات زیادی را به خود جلب کرد.